# Biliša Bilišić
Biliša Bilišić (14. stoljeće), hrvatski graditelj.
Biliša Bilišić, zadarski graditelj. Prvi put se spominje 1384. godine. Brat je Grgura Bilišića. U Zadru je imao vlastitu radionicu u koju 1399. godine prima na nauk Nikolu Zanina, a 1411. godine Vidula Ivanova. Početkom 15. stoljeća bio je nagrađen od kralja Ladislava Napuljskog posjedom.